# Обыкновенная каспийская тюлька
Обыкновенная каспийская тюлька, или каспийская тюлька, или каспийская сарделька (лат. Clupeonella caspia) — мелкая промысловая морская рыба семейства сельдевых (Clupeidae). Ранее считалась подвидом обыкновенной тюльки, последняя таксономическая ревизия подтвердила самостоятельный статус вида. Обитает в Каспийском море. Максимальная длина 15 см. Является объектом коммерческого промысла.

## Ареал и среда обитания
Обыкновенная каспийская тюлька обитает в умеренных водах Каспийского моря, за исключением залива Кара-Богаз-Гол. Заходит в низовья Волги, Урала и Терека. Через Волгу попала в Цимлянское, Куйбышевское, Воткинское, Камское, Горьковское, Рыбинское и Угличское водохранилища. Это солоноватоводная стайная пелагическая рыба. Держится в верхних слоях воды на глубине от 1—5 до 60 м. Существует несколько локальных стад. 

## Описание
Длина тела до 15 см. Тело сильно сжато с боков; хорошо развитый брюшной киль состоит из 26—30 (в среднем 28) чешуй. Голова удлинённая и широкая. Верхняя челюсть небольшого рта протягивается за вертикаль переднего края глаза. В спинном плавнике 14—16 лучей (в среднем 15, первые 3—4 луча неветвистые); в анальном 17—21 (в среднем 19, первые 3 луча неветвистые); жаберных тычинок 51—62 (в среднем 57); позвонков 41—44 (в среднем 43), в том числе хвостовых 23—27 (в среднем 26). Окраска дорсальной поверхности от зеленоватая, плавники прозрачные, основание хвостового плавника тёмное, у основания спинного плавника неясная поперечная полоса.

## Биология
Тюльки становятся половозрелыми в возрасте 1 года при длине 5,4—6,8 см, живут до 6 лет. В Южном каспии тюльки растут быстрее. Нерестятся в прибрежных районах на глубине 20—30 м, пик нереста приходится на апрель-май. Самки начинают метать икру при температуре 8°, наиболее активно нерестятся при 12—21°, а при 25—28 °С икрометание прекращается. Пелагическая икра. Икринки со светло-фиолетовой жировой каплей диаметром около 1 мм. Развитие при 8—10  °С  продолжается 92 ч, при 14,5 °С — 72 ч, при 21,5—24,6 °С — 35 ч. Предличинки имеют длину 1,5—1,6 мм. Максимальная длина каспийской кильки в водах Дагестана 13,8 см, Туркмении — 15 см. Самки в целом крупнее самцов, соотношение полов в уловах мелкоячейными сетями примерно одинаковое.
Каспийские тюльки питаются планктоном (веслоногими и ветвистоусыми рачками, коловратками и личинками двустворчатых моллюсков). В свою очередь на них охотятся судаки, сельди (бражниковская, черноспинка, большой пузанок), белуга, сом, белорыбица и тюлень.
Каспийская тюлька зимует в северной части Каспийского моря, в марте-апреле совершает нерестовую миграцию к берегам. Массовый заход в воды Дагестана наблюдается при температуре 8—9 °С, а у полуострову Мангышлак — от 7 до 10,5 °С. В конце апреля и в мае килька распространяется по всей акватории Северного Каспия, скапливаясь в западной опреснённой половине этой части моря. Небольшая часть стада заходит в дельты Волги и Урала. По окончании нереста в конце мая начинается обратная нагульная миграция из Северного Каспия в Средний. Лето и осень килька проводит северной половине Среднего Каспия на глубине от 10 до 50 м. В зимний период каспийская тюлька совершает суточные вертикальные миграции. Днём она опускается в более глубокие слои, по сравнению с другими сезонами. 

## Взаимодействие с человеком
Является объектом коммерческого промысла. Каспийскую тюльку ловят неводами и на электросвет. Жирность мяса колеблется 4,5 до 15 %, повышаясь летом и осенью, после нагула, и понижаясь во время нереста. каспийская тюлька по пищевым качествам ценится выше анчоусовидной и большеглазой кильки. Международный союз охраны природы оценил статус сохранности как «Вызывающий наименьшие опасения».